# Inde (Fluss)

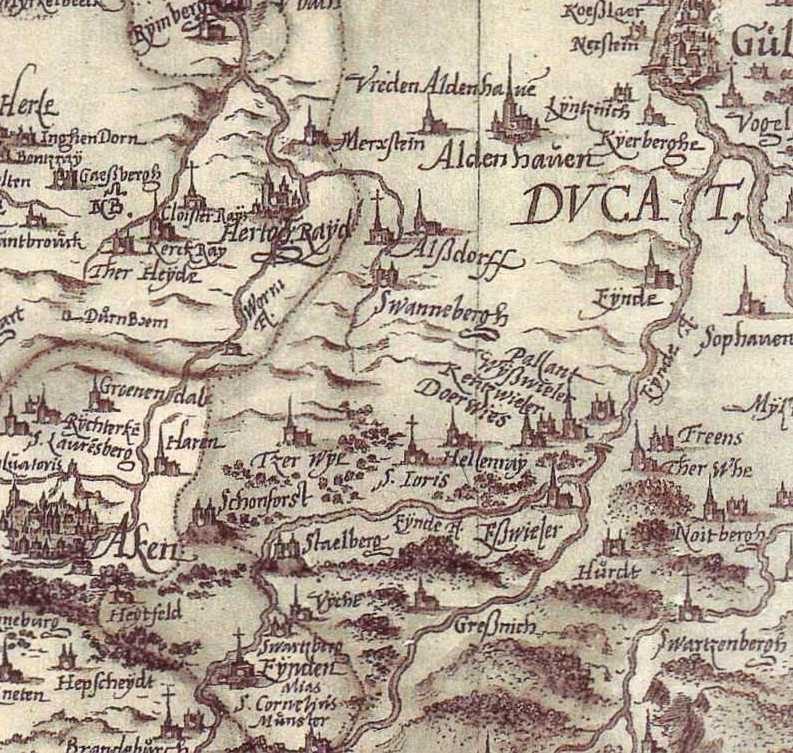
Verlauf der Inde im 16. Jahrhundert

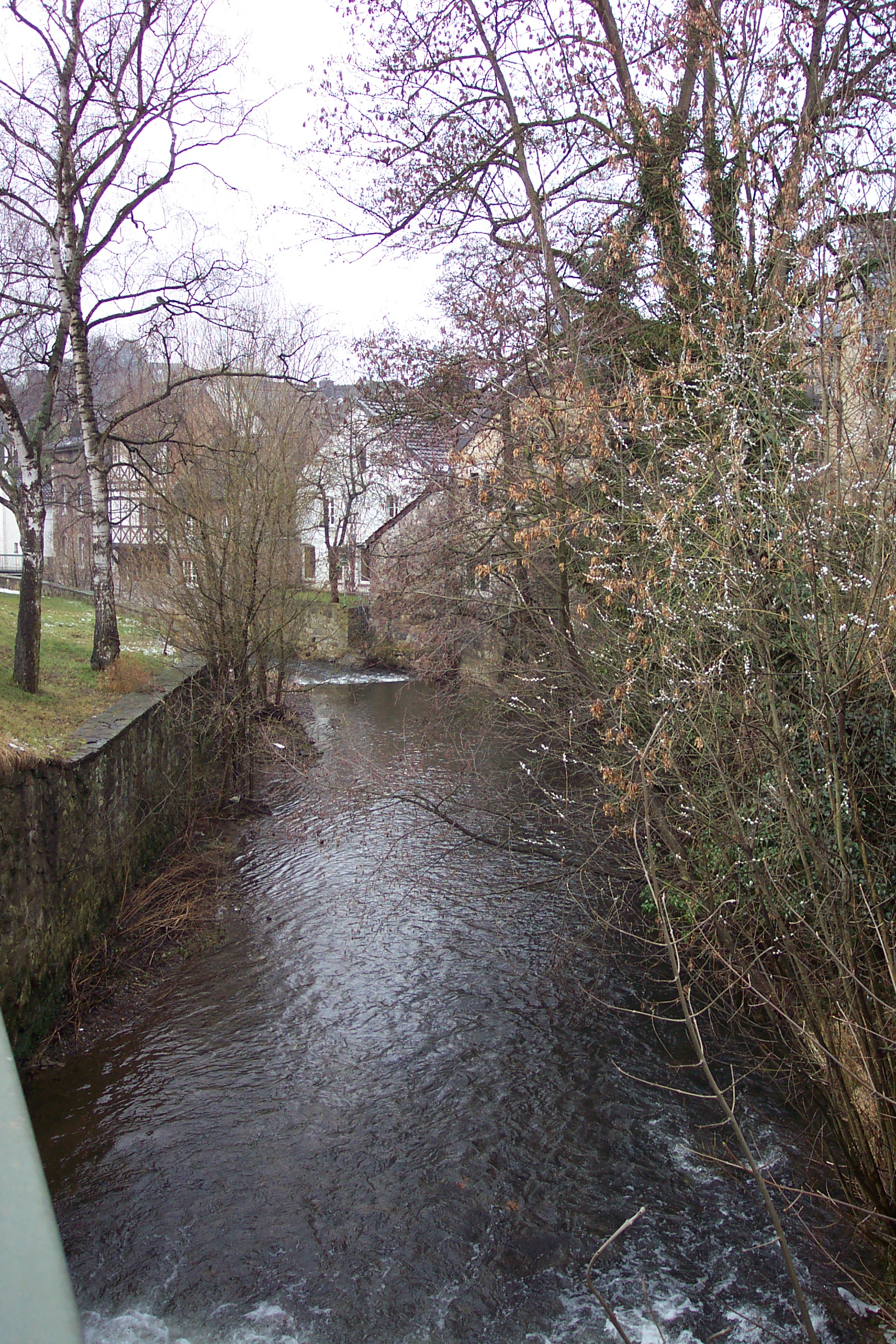
Inde in Kornelimünster

Die Inde ist ein 54,1 km langer, linker Nebenfluss der Rur in der Wallonie (Belgien) und Nordrhein-Westfalen (Deutschland). Verwaltungstechnisch gehört sie zum Wasserverband Eifel-Rur.

## Name
Der Name der Inde ist als Inda zuerst belegt für die Zeit der Jahre 496 bis 506 n. Chr. in einer Handschrift des 13./14. Jahrhunderts, welche ihrerseits eine aus dem 7./8. Jahrhundert stammende Kopie der Cosmographia (4, 24) des Geographen von Ravenna kopiert. Der Ortsname der Klostergründung der Reichsabtei Kornelimünster im frühen 9. Jahrhundert, der zuerst ebenfalls kurz Inda lautete, erscheint bis 855 als Sancti Corneli ad Indam. Der Flussname ist keltischer Herkunft zu einer rekonstruierten nominalen Grundform *Indā = „die Leuchtende“ aus einem Präsensstamm aus urkeltisch *ind-o- „aufleuchten“. Die keltischen Formen leiten sich ab vom urindogermanischen Präsensstamm *h2i-n-dh- des Verbs *h2éi̯dh „entzünden“, das noch im Mittelhochdeutschen als eit aus dem urgermanischen *aidaz „Flamme“, „Feuer“ überlebte. Parallele Benennungen liegen in den Südtiroler Namen der Ortschaft Innichen im oberen Pustertal und des Drau-Zuflusses Sextenbach, dessen ursprünglicher Name im 9. Jahrhundert als India belegt ist.
In den lokalen Mundarten wie dem Eschweiler Platt heißt der Fluss Eng. Die Inde ist namensgebend für die Gemeinde Inden im Kreis Düren sowie für den Zusatznamen „Indestadt“ für Eschweiler; auch das in Kornelimünster liegende Inda-Gymnasium und der Sportverein FC Inde Hahn sind nach dem Fluss benannt. Sie ist auch namensgebend für das Projekt Indeland. In Stolberg wird die Inde von der Einmündung der Vicht bachaufwärts auch Münsterbach genannt.  Das Münsterbachtal, die Münsterbachstraße als auch das Natura 2000 FFH-Gebiet Nr. DE-5203-307, Münsterbachtal sind danach benannt. Die Reichsabtei Kornelimünster war im Mittelalter der Eigentümer umfangreicher Ländereien, dem sogenannten Münsterländchen. In alten Karten ist der Bach dort als Münsterbach bezeichnet.

## Geographie

### Verlauf
Die Inde entspringt im Naturpark Hohes Venn-Eifel etwa 1,5 km westsüdwestlich der belgisch-deutschen Grenze im Gebiet der belgischen Gemeinde Raeren. Ihre Quelle liegt zwischen dem Raerener Kernort im Nordwesten und dem Ortsteil Petergensfeld im Südosten in der Flur Perschei auf 395 m O.P. Höhe. Aus einem etwa 3,5 km² großen Quellgebiet, das in dieser Flur liegt, fließen der Inde kurz unterhalb ihrer Quelle mehrere kleine Bäche zu.
Bereits 2,4 Bachkilometer nach ihrer Quelle trifft die Inde beim Grenzstein 904 auf die Grenze zwischen der Wallonie und Nordrhein-Westfalen und bildet die belgisch-deutsche Grenze auf 1,3 Bachkilometern Länge bis zum Grenzstein 912. Fortan prägt sie das Naturschutzgebiet Oberlauf der Inde im Münsterwald und fließt weiter in den Gemarkungen Sief und Walheim durch Aachener Stadtgebiet. Dabei passiert oder tangiert sie die Stadtteile oder Ortslagen Schmithof, Friesenrath, Walheim, Hahn, Kornelimünster, Niederforstbach, Krauthausen und Freund.
Danach passiert oder tangiert die Inde im Stadtgebiet von Stolberg die Stadtteile oder Ortslagen Büsbach, Münsterbusch (Naturschutzgebiet Muensterbusch zwischen Hamm und Haumuehle (ACK-015)), Unterstolberg, Atsch, Velau und Steinfurt. Dann fließt sie im Stadtgebiet von Eschweiler vorbei an Eschweiler-Aue, durch die Kernstadt und durch den Stadtteil Weisweiler und unterquert die Bundesautobahn 4, die von Anfang 1987 bis 2006 pro Fahrtrichtung ein Hinweisschild „Inde“ hatte. Hiernach verläuft die Inde im Gemeindegebiet von Inden durch den Ortsteil Frenz und dann zwischen dem Kernort Inden/Altdorf und durch Lamersdorf hindurch. Anschließend wird sie westlich am Tagebau Inden vorbeigeleitet; dabei gelangt sie nochmals auf Eschweiler Stadtgebiet und passiert im Gebiet der ehemaligen Ortschaft Lohn die Gedächtniskapelle Lohn.
Danach fließt die Inde südlich am Jülicher Stadtteil Kirchberg vorbei, um kurz darauf östlich davon auf 81 m ü. NHN in den dort von Südosten heranfließenden Maas-Zufluss Rur zu münden.

### Einzugsgebiet und Zuflüsse
Das Einzugsgebiet der Inde ist 374,227 km² groß und liegt in der belgischen Gemeinde Raeren, der Städteregion Aachen sowie dem Kreis Düren.
| Stat. in km | Name                      | GKZ      | Lage   | Länge in km | EZG in km² |
| ----------- | ------------------------- | -------- | ------ | ----------- | ---------- |
| 051,2580    | Prälatensiefen            | 2824 112 | rechts | 002,3550    | ?          |
| 047,7020    | Fobisbach                 | 2824 12  | rechts | 003,4920    | ?          |
| 047,090     | Kalkhäuschenbach          | 2824 14  | rechts | 001,5980    | ?          |
| 043,3330    | Bechheimer Bach           | 2824 16  | rechts | 002,9930    | ?          |
| 041,6730    | Jammetsbach               | 2824 18  | rechts | 002,7630    | ?          |
| 040,560     | Iterbach                  | 2824 2   | links0 | 015,4430    | 0037,7820  |
| 037,570     | Rollefbach                | 2824 32  | links0 | 004,0560    | ?          |
| 035,8470    | Fuchskaul                 | 2824 332 | rechts | 001,2330    | ?          |
| 034,8460    | Ellerbach oder Flachsbach | 2824 34  | rechts | 001,9470    | ?          |
| 032,4280    | Buchenheck 1              | 2824 36  | links0 | 001,7470    | ?          |
| 031,5860    | Scheidsief                | 2824 38  | links0 | 001,0140    | ?          |
| 030,6450    | Geisbergsief              | 2824 392 | links0 | 001,0620    | ?          |
| 028,2540    | Vichtbach                 | 2824 4   | rechts | 022,9720    | 0104,0830  |
| 027,7130    | Saubach                   | 2824 52  | links0 | 007,3540    | 0016,6980  |
| 024,9840    | Fuchsbach                 | 28245 94 | links0 | 002,1440    | ?          |
| 024,1950    | Finkelsbach               | 28245 96 | links0 | 001,1190    | ?          |
| 020,0540    | Omerbach                  | 2824 6   | rechts | 011,0470    | 0021,8760  |
| 018,0470    | Otterbach                 | 2824 72  | rechts | 004,2020    | ?          |
| 018,9610    | Mühlengraben              | 2824 732 | links0 | 000,7290    | ?          |
| 017,8830    | Holzheimer Graben         | 2824 74  | rechts | 003,6920    | ?          |
| 016,5530    | Dürwißer Graben           | 2824 76  | links0 | 003,930     | ?          |
| 015,2780    | Frenzer Fließ             | 2824 78  | rechts | 002,1660    | ?          |
| 013,560     | Wehebach                  | 2824 8   | rechts | 025,7060    | 0068,4230  |

## Geschichte
Westlich von Büsbach und Münsterbusch, in der Atsch, auf dem Gebiet der heutigen Stadt Stolberg, und auf dem Gebiet der damaligen Reichsabtei Kornelimünster, trieben die Wasser der Inde mehrere Mühlen an, darunter die Abteimühle Kornelimünster in Kornelimünster und die Komericher Mühle bei Brand, sowie auf Stolberger Gebiet die Kupfermühlen, Elgermühle, Bocksmühle, Haumühle, Hamm-Mühle und Buschmühle, deren Gebäude noch erhalten sind. An einem Altarm der Inde im Kreis Düren entdeckten Archäologen im Jahre 2009 Reste einer etwa 2000 Jahre alten Wassermühle, die das älteste entdeckte Bauwerk dieser Art nördlich der Alpen ist. Bei den Funden handelt sich um zwei große hölzerne Achslager, schaufelähnliche Gegenstände sowie um Mühlsteine. Durch in Mühlennähe gefundene Fibeln soll eine Datierung der Funde ermöglicht werden, da sie einem modischen Wandel unterlagen. Die Archäologen gehen aufgrund ihrer Recherchen davon aus, dass es sich bei Mühlenbetreibern um Einheimische handelte, die die römische Technologie übernommen hatten.

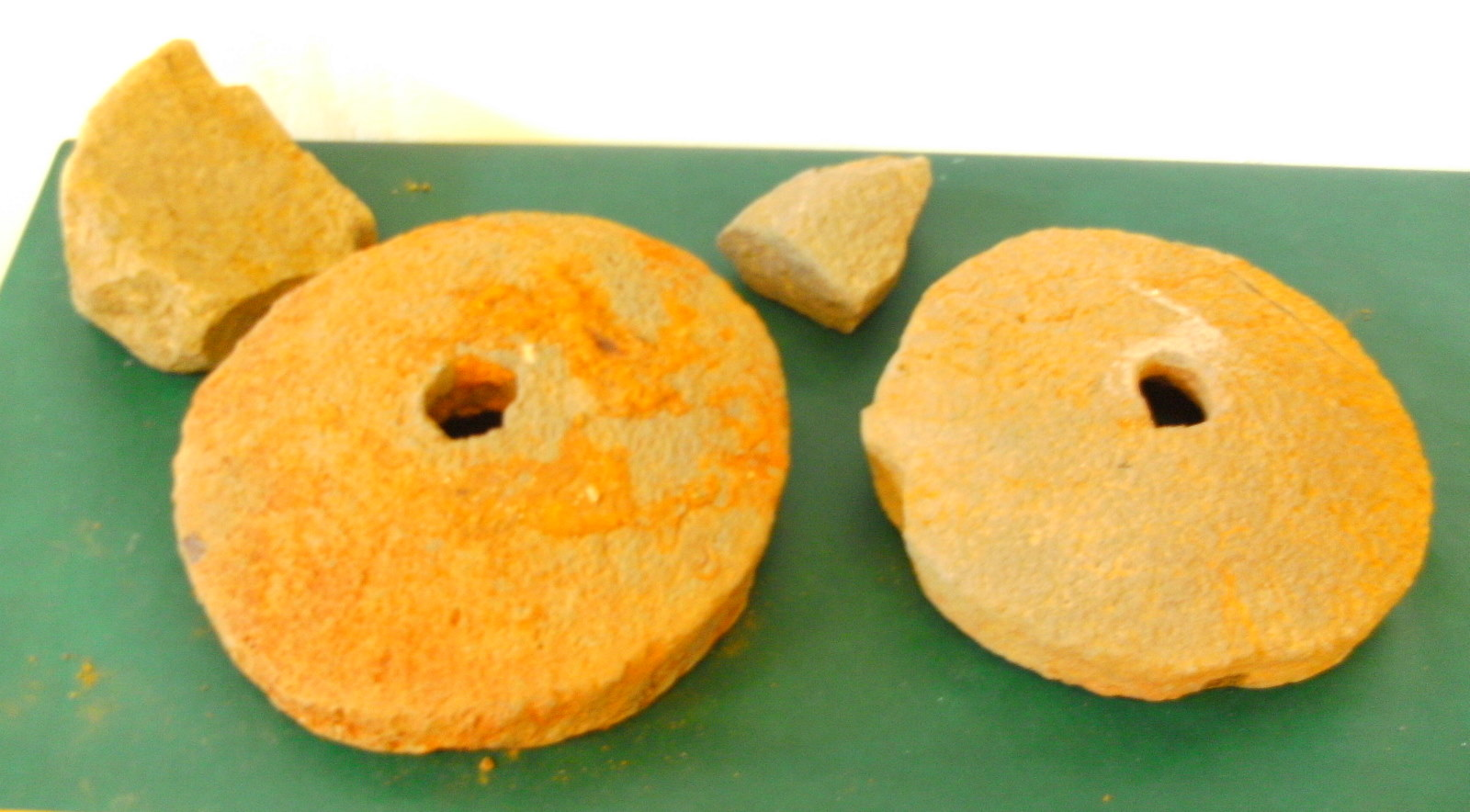
Mühlsteine der Wassermühle
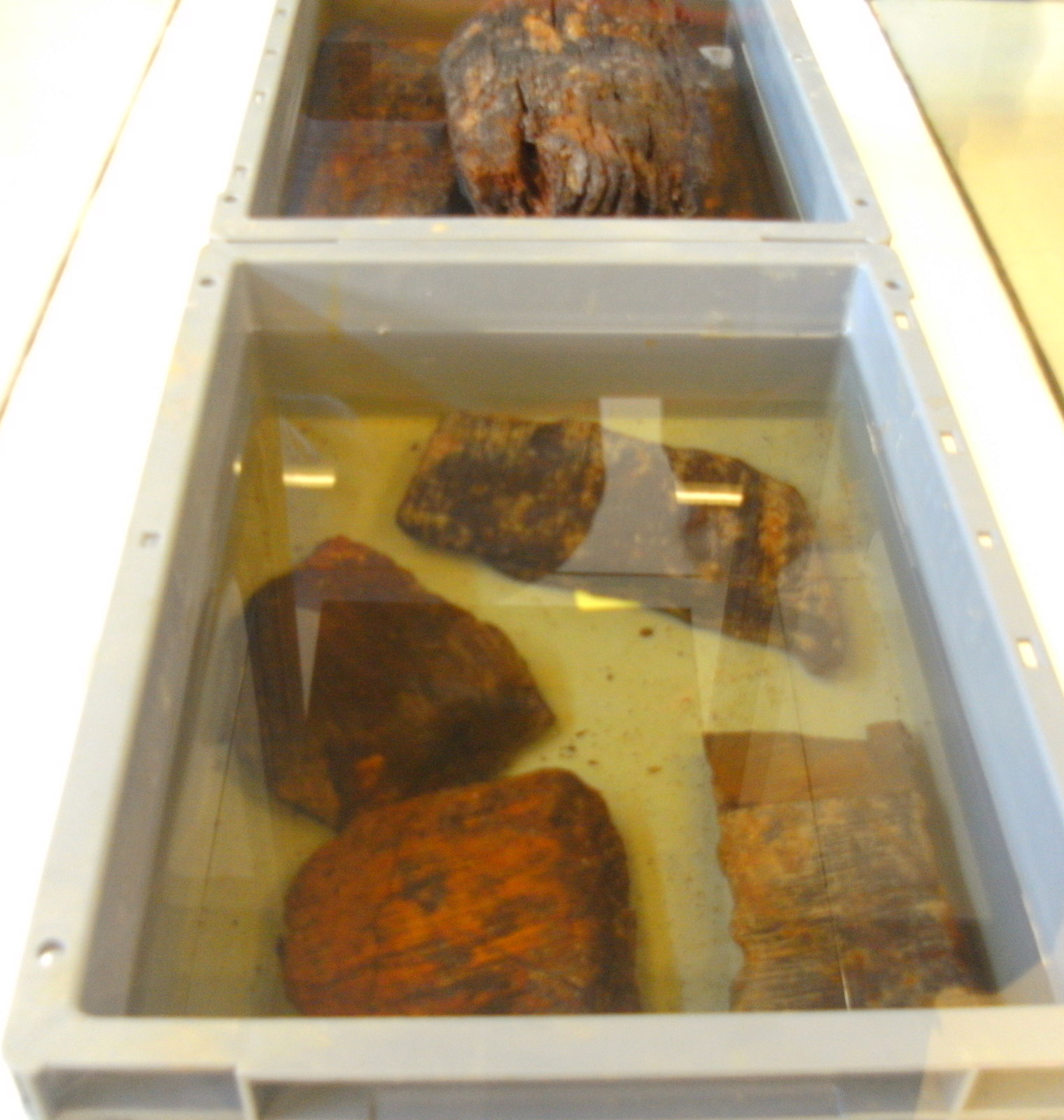
Achslager und hölzerne Schaufeln
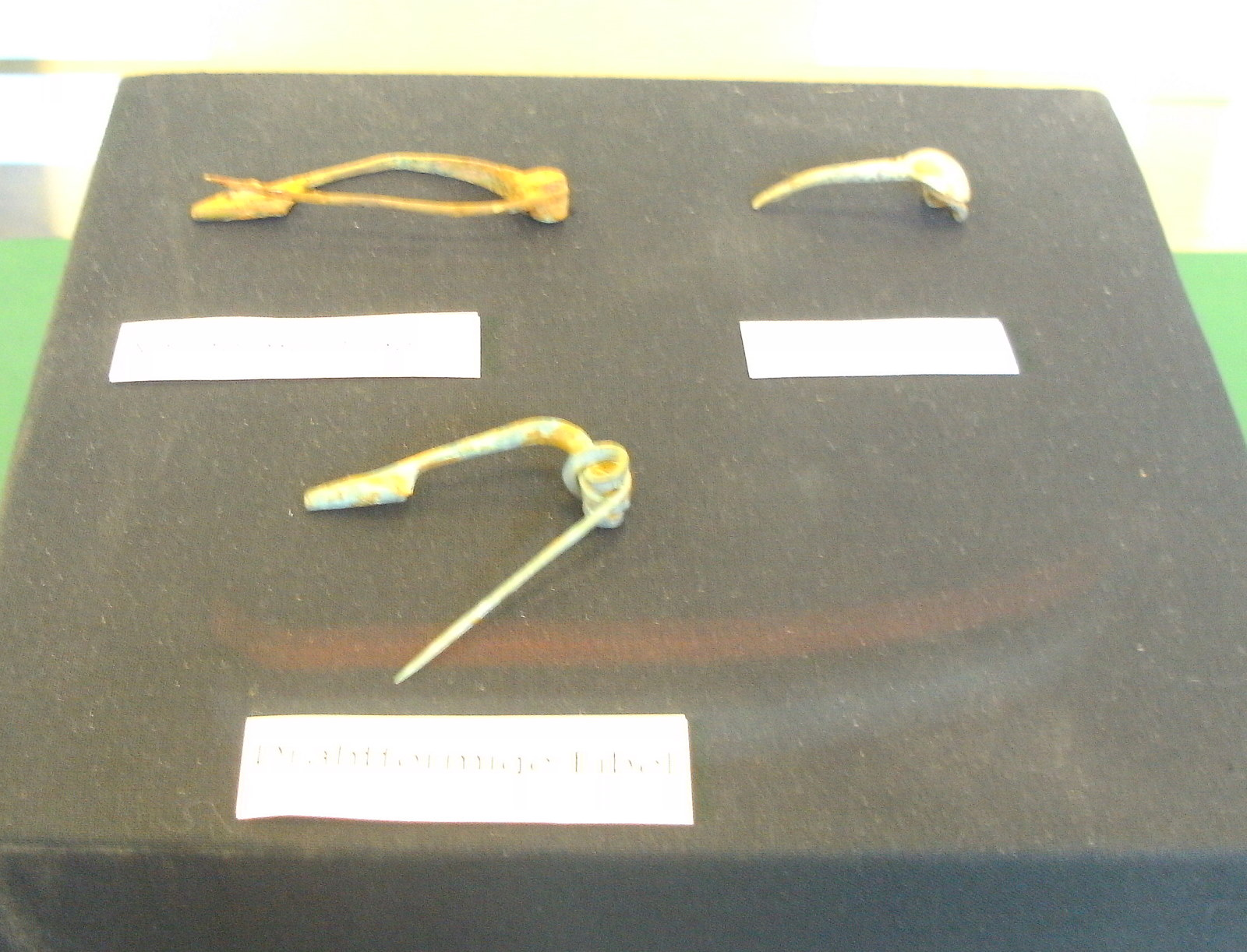
Fibeln (ähnlich der Form von Sicherheitsnadeln)

### Verunreinigung
Durch Eintrag von Sickerwasser aus einer alten Industriehalde der Kali Chemie und aus den sogenannten Vegla-Poldern ist die Inde ab Stolberg unter anderem mit Dünnsäure stark verschmutzt. Seit 19. September 2005 liegt ein öffentlich-rechtlicher Vertrag vor, nach dem die huminsäurehaltigen Sickerwässer an den Poldern aufgefangen, über eine Förderleitung auf das Betriebsgelände des Stolberger Unternehmens „Saint-Gobain Glass“ und von dort weiter zur Kläranlage Stolberg-Steinfurt geführt werden sollen. Dieses Projekt wird voraussichtlich 10 Mio. Euro kosten. Es muss mindestens 30 Jahre lang betrieben werden.
Die Kali-Halde der Chemischen Fabrik Rhenania – sie liegt auf Stolberger Stadtgebiet gegenüber dem Vegla-Polder – ist die größte Altlast der Städteregion Aachen.
2007 wurde eine Behandlungsanlage für Sickerwässer aus den Vegla-Poldern auf dem nördlichen Firmengelände der „Saint-Gobain Glass“ in Betrieb genommen; die Einleitungen in die Inde sind seitdem sauberer.
2018 wurde an Inde und Münsterbach erhöhte Dioxin-Werte gemessen.

### Neues Flussbett
Seit 1996 wurde im Rahmen der Wiedernutzbarmachung des ehemaligen Tagebaugeländes Inden damit begonnen, ein neues Flussbett für die Inde zwischen den Orten Lamersdorf und Kirchberg anzulegen. Aufgrund der tagebautechnischen Notwendigkeiten wurde die neue Inde in unmittelbarer Randlage zum laufenden Braunkohlentagebau angelegt. Künftig fließt die Inde in einem halbkreisförmigen Bogen nach Westen nahe an Neu-Lohn vorbei. Das neue Gewässerbett wurde unter besonderen ökologischen Gesichtspunkten gestaltet: Statt bisher 5 km begradigtem Flusslauf beträgt die Länge des Teilstücks jetzt 12 km. Die Gewässeraue ist bis zu 300 m breit. Nach den Vorgaben der Planfeststellung aus dem Jahr 1998 soll sich das Gewässer zukünftig eigendynamisch innerhalb der Gewässeraue weiterentwickeln. Nach dem Beginn des Probebetriebes am 20. April 2005 wurde die Wasserführung schrittweise erhöht. Die vollständige Flutung fand am 2. September 2005 statt. Das alte Bett der Inde zwischen Lamersdorf und Kirchberg wurde durch das Fortschreiten des Tagebaus Inden II bereits wenige Wochen später beseitigt.
Wenngleich im Auftrag von RWE Power vor der Trockenlegung des alten Flussbettes Fische abgefischt und umgesetzt wurden, berichtete der Fischerei-Aufseher für den Kreis Düren von „über 10.000 zum Teil großen Fischen“, die infolge der Trockenlegung starben.
Durch langanhaltenden Starkregen kam es beim Hochwasser in West- und Mitteleuropa 2021 am 15. Juli 2021 zu einer Überflutung der Inde und zu einem Dammbruch, wodurch der Tagebau Inden teilgeflutet wurde.

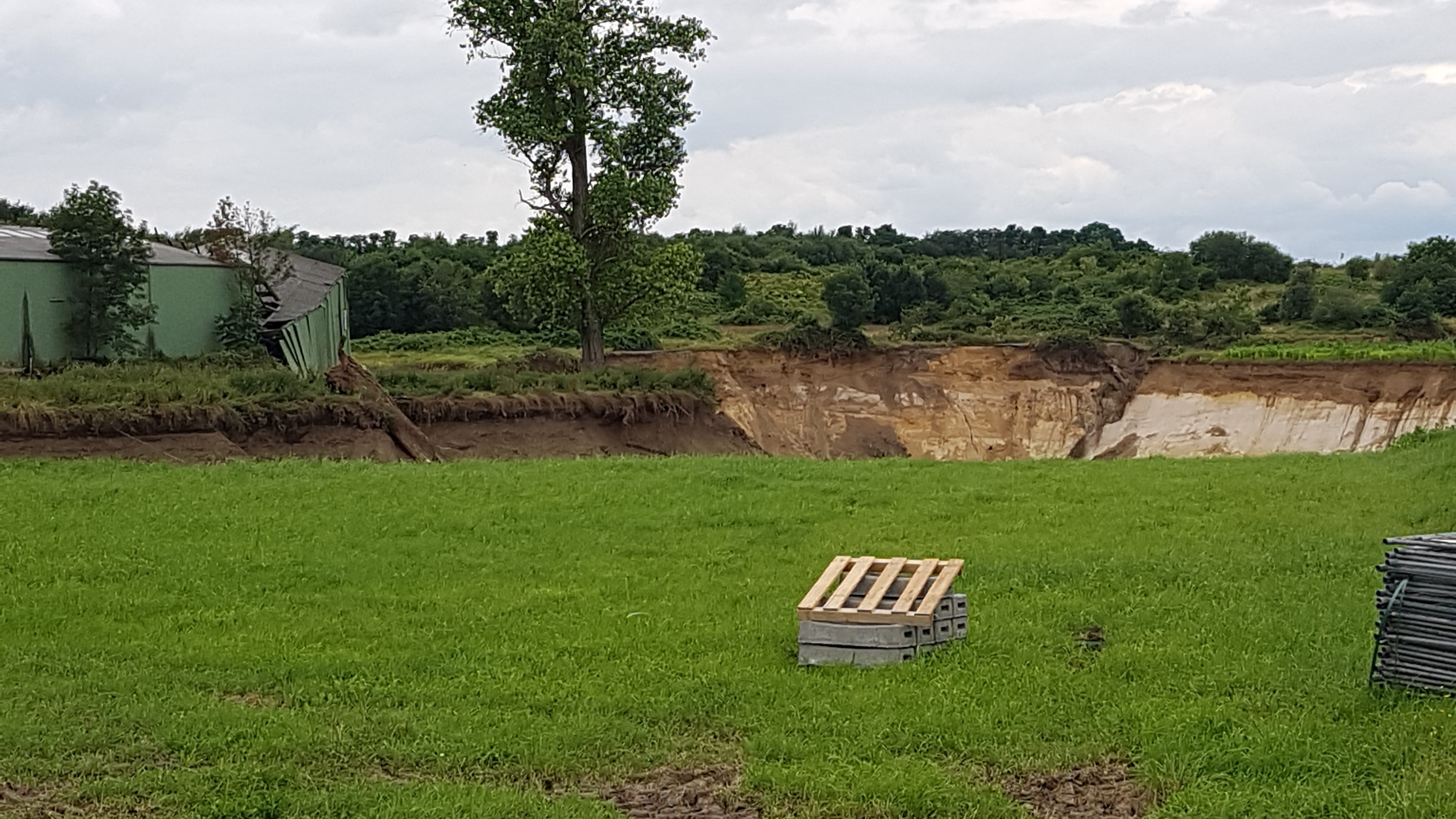
Am 15. Juli 2021 floss Indewasser nördlich Lamersdorf unkontrolliert durch das ehemalige Flussbett und schuf hier einen tiefen Graben
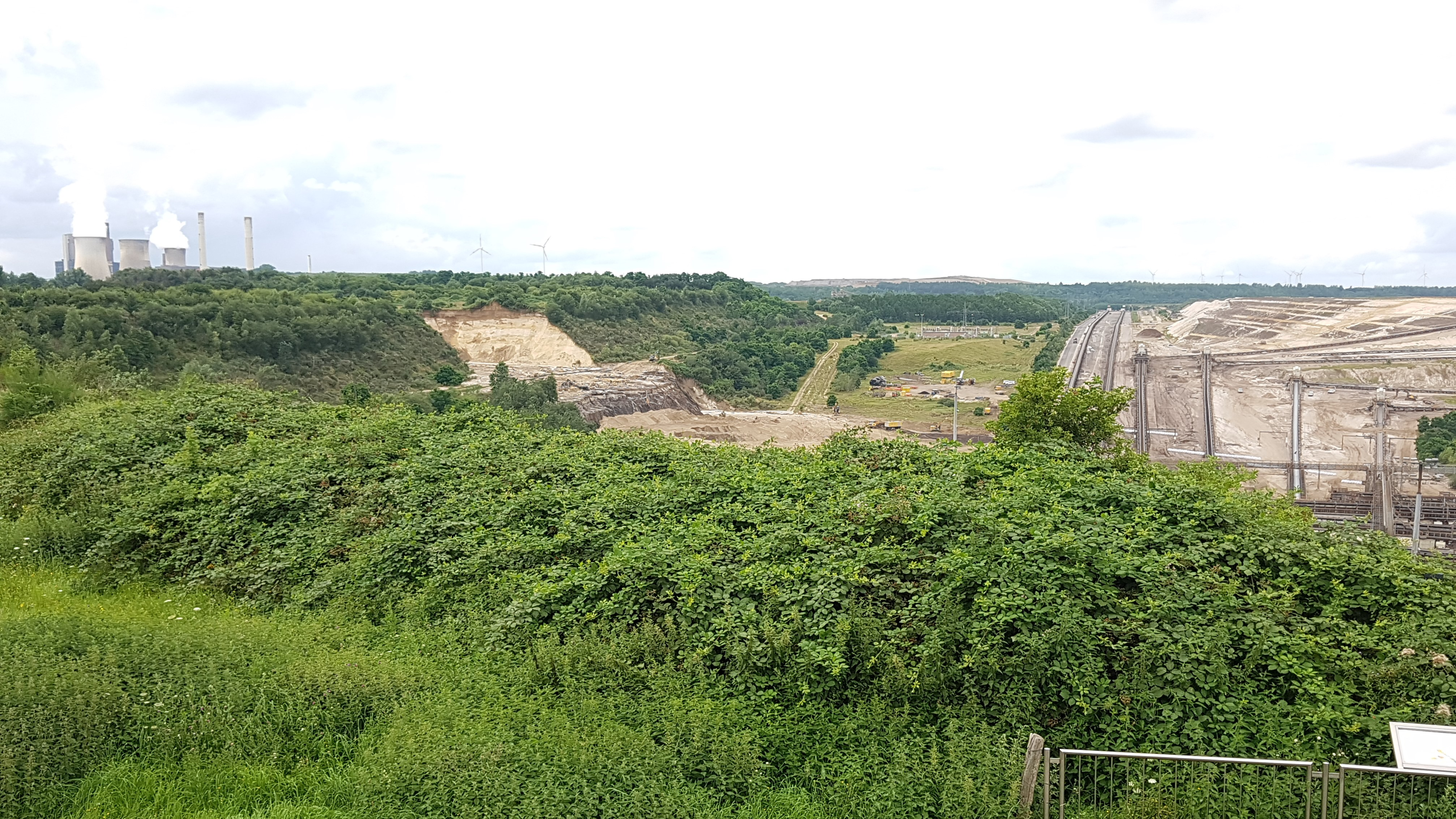
Am Ende des ehemaligen Flussbettes lief das Hochwasser in den Tagebau hinein (Aufnahme vom Zustand 11 Tage später)

## Impressionen

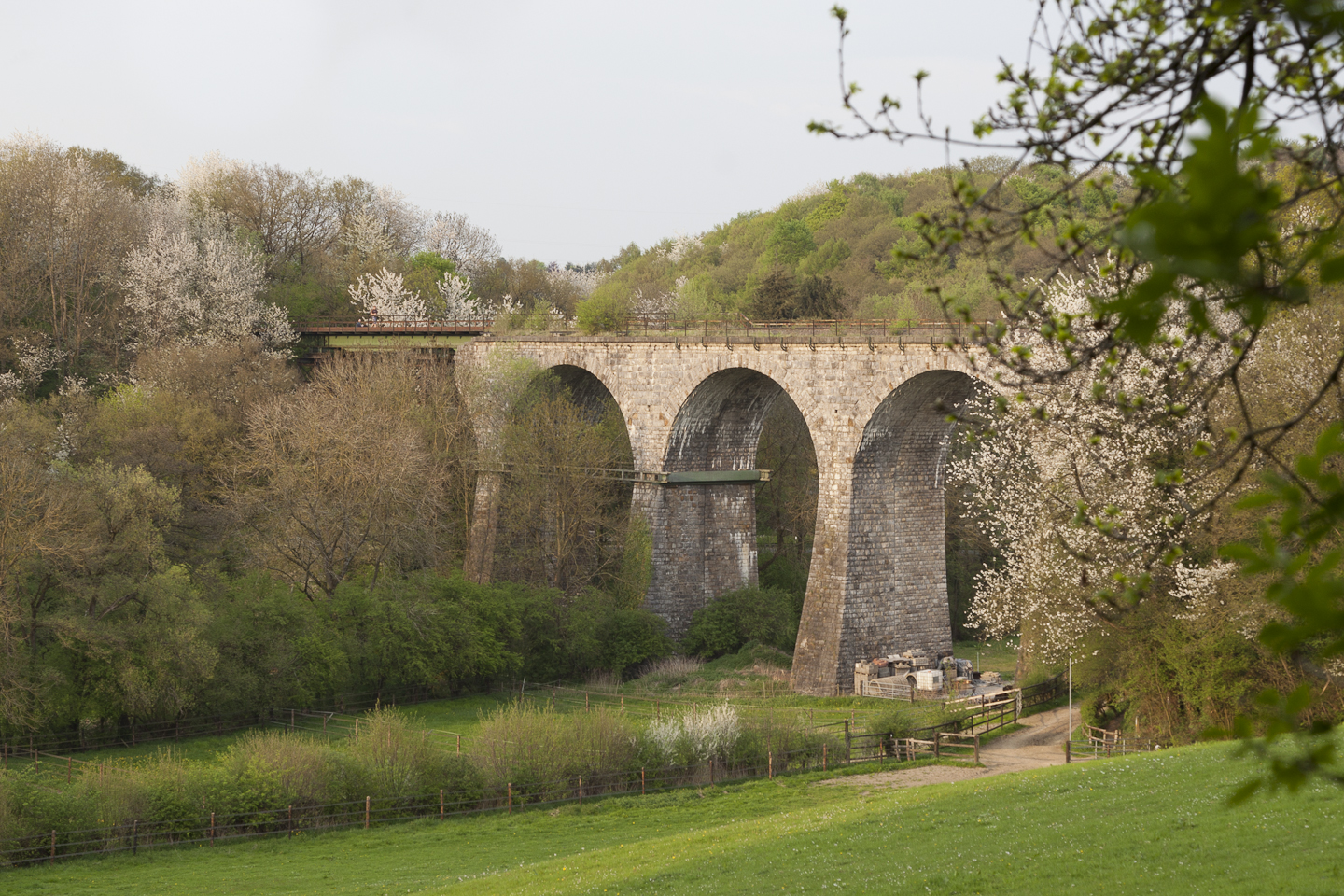
Falkenbachbrücke über die Inde, hier auch Falkenbach genannt
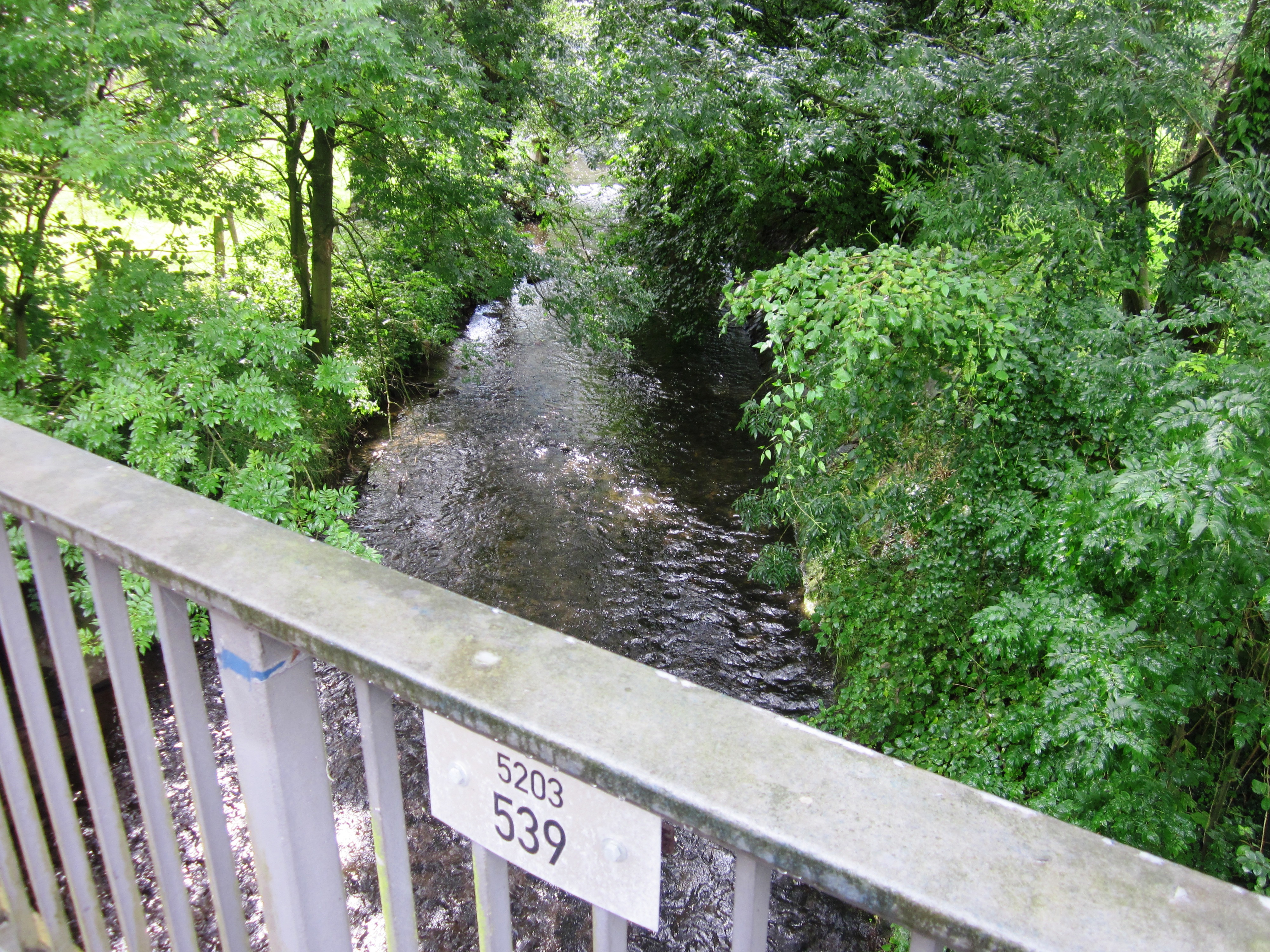
Inde bei der Elgermühle bei Stolberg
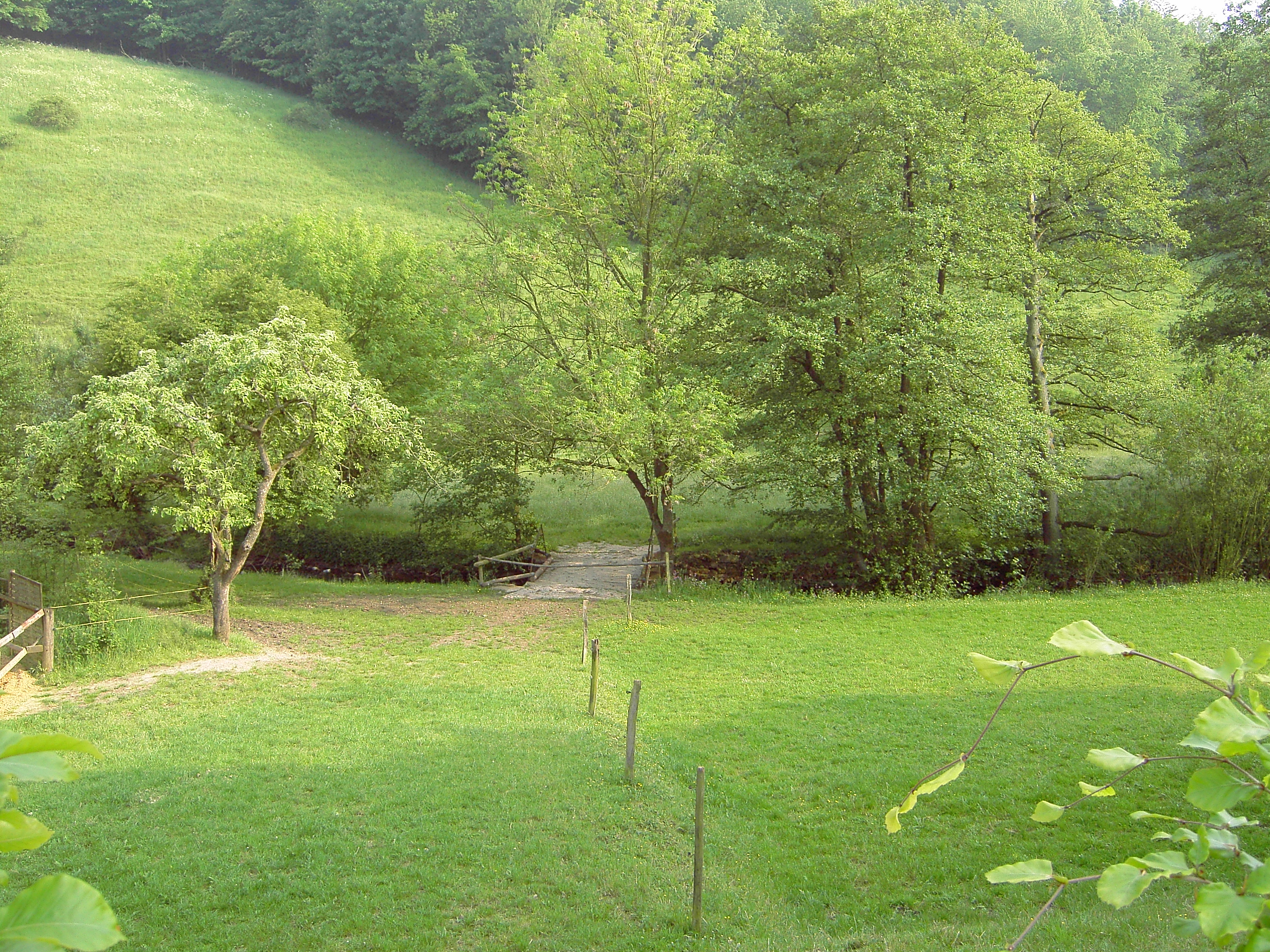
Inde im Gedautal,  hier lokal Münsterbach benannt
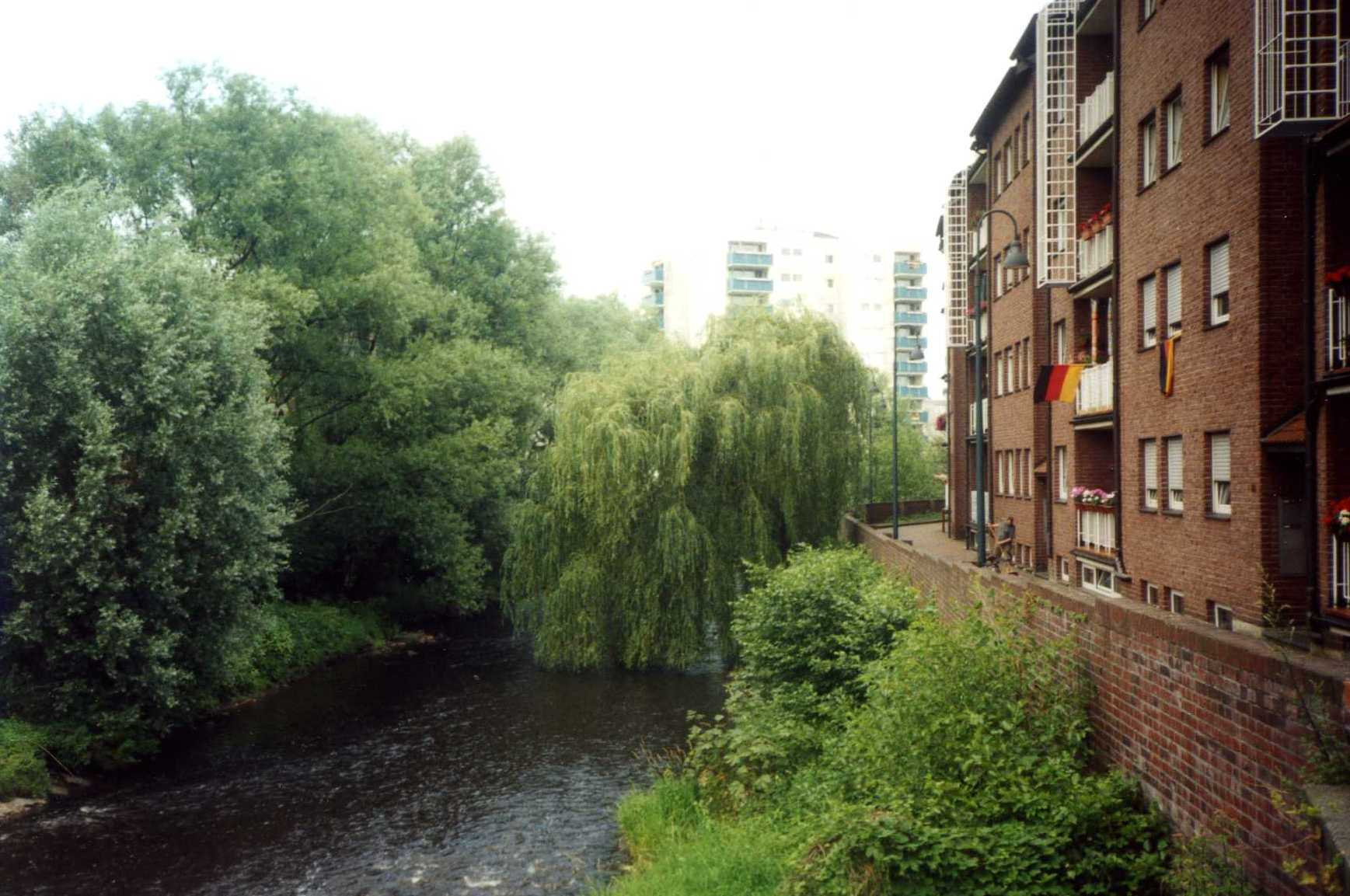
Inde im Stadtzentrum Eschweiler
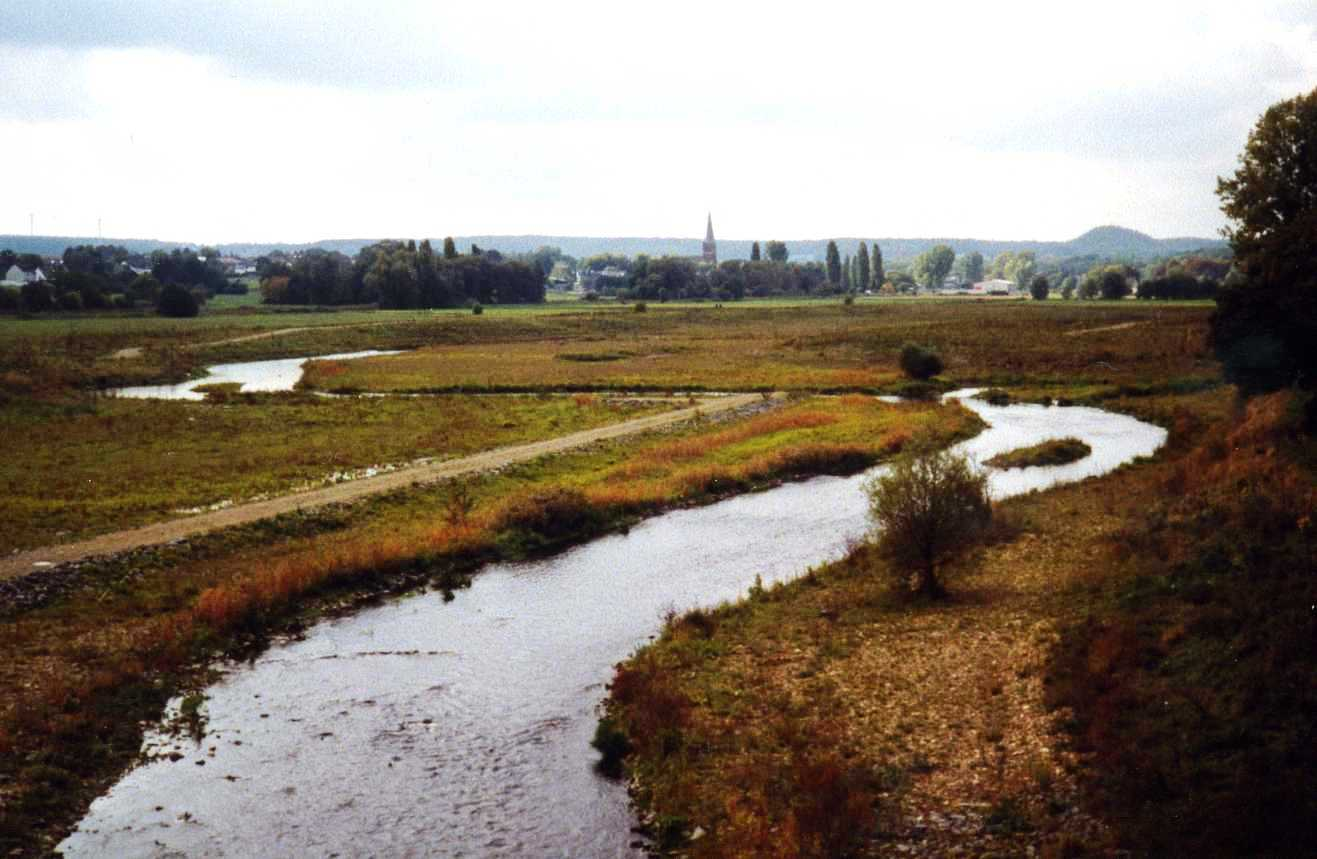
Indeauen zwischen Nothberg und Weisweiler
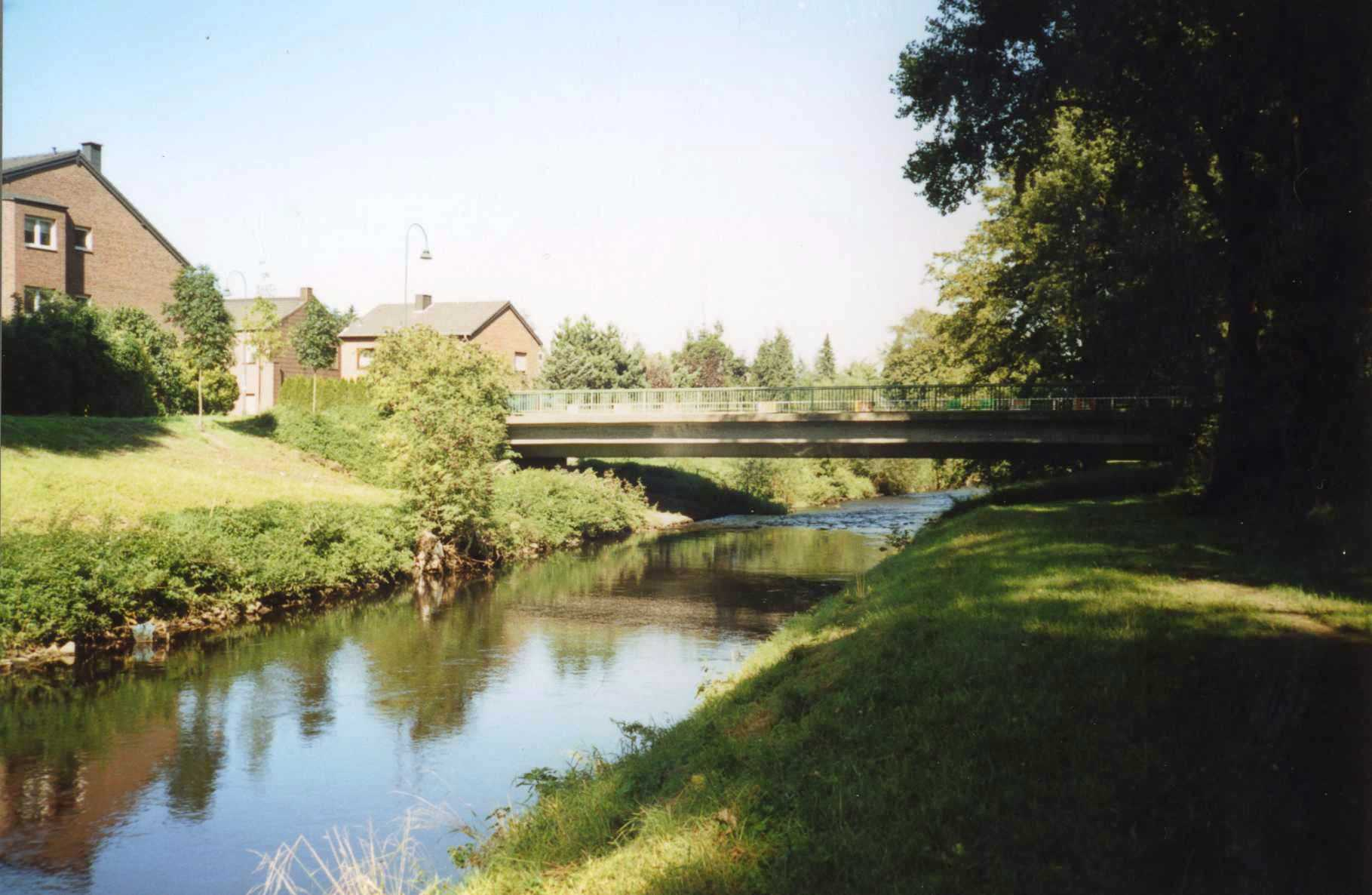
Inde bei Weisweiler
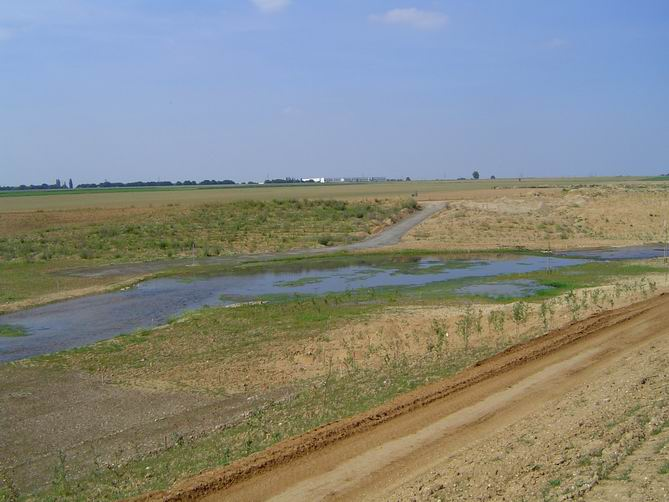
Neuer Flusslauf mit Sicht auf Aldenhoven
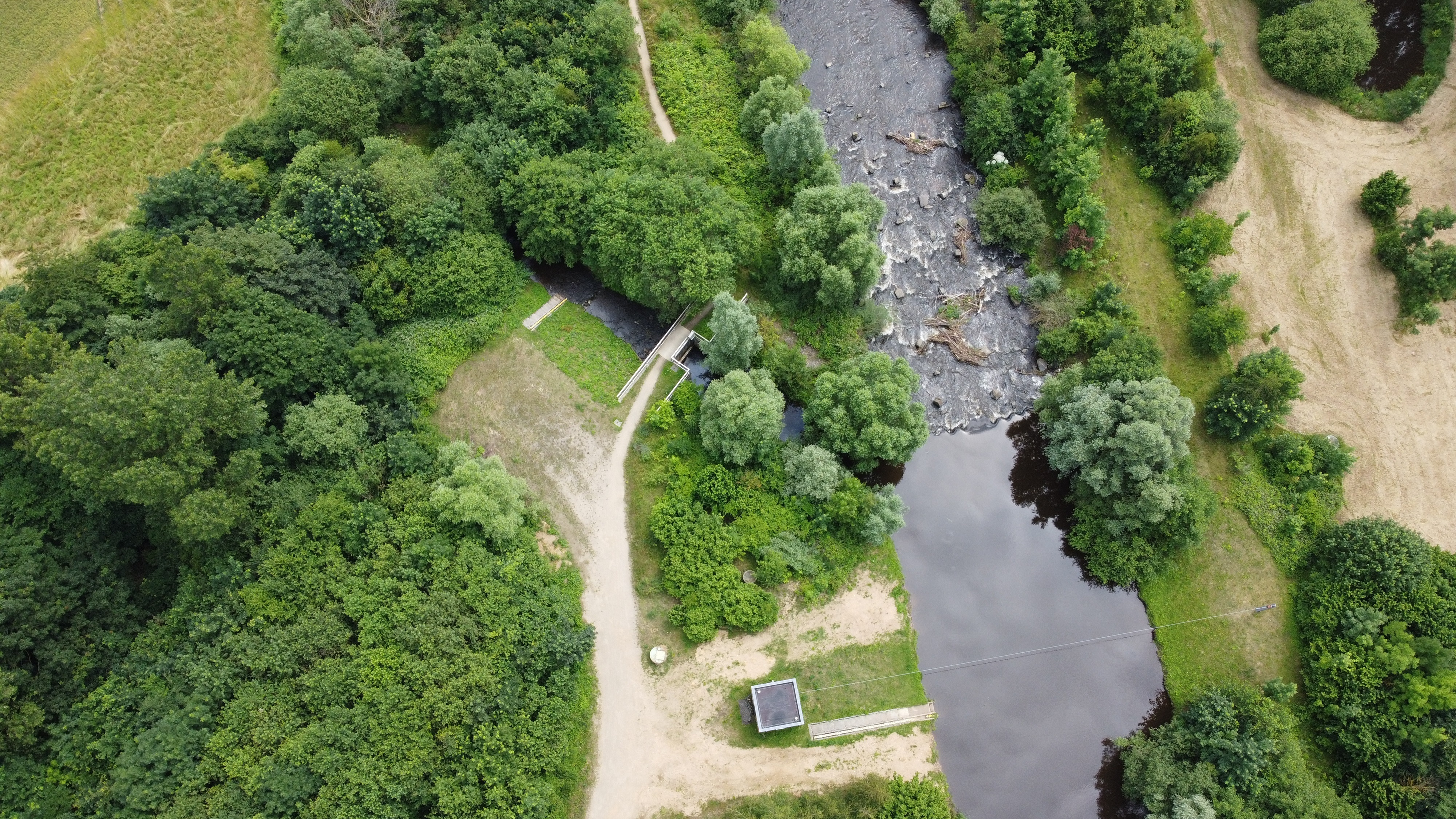
Abschlag des Altdorf-Kirchberg-Koslarer Mühlenteichs kurz vor der Mündung in die Rur
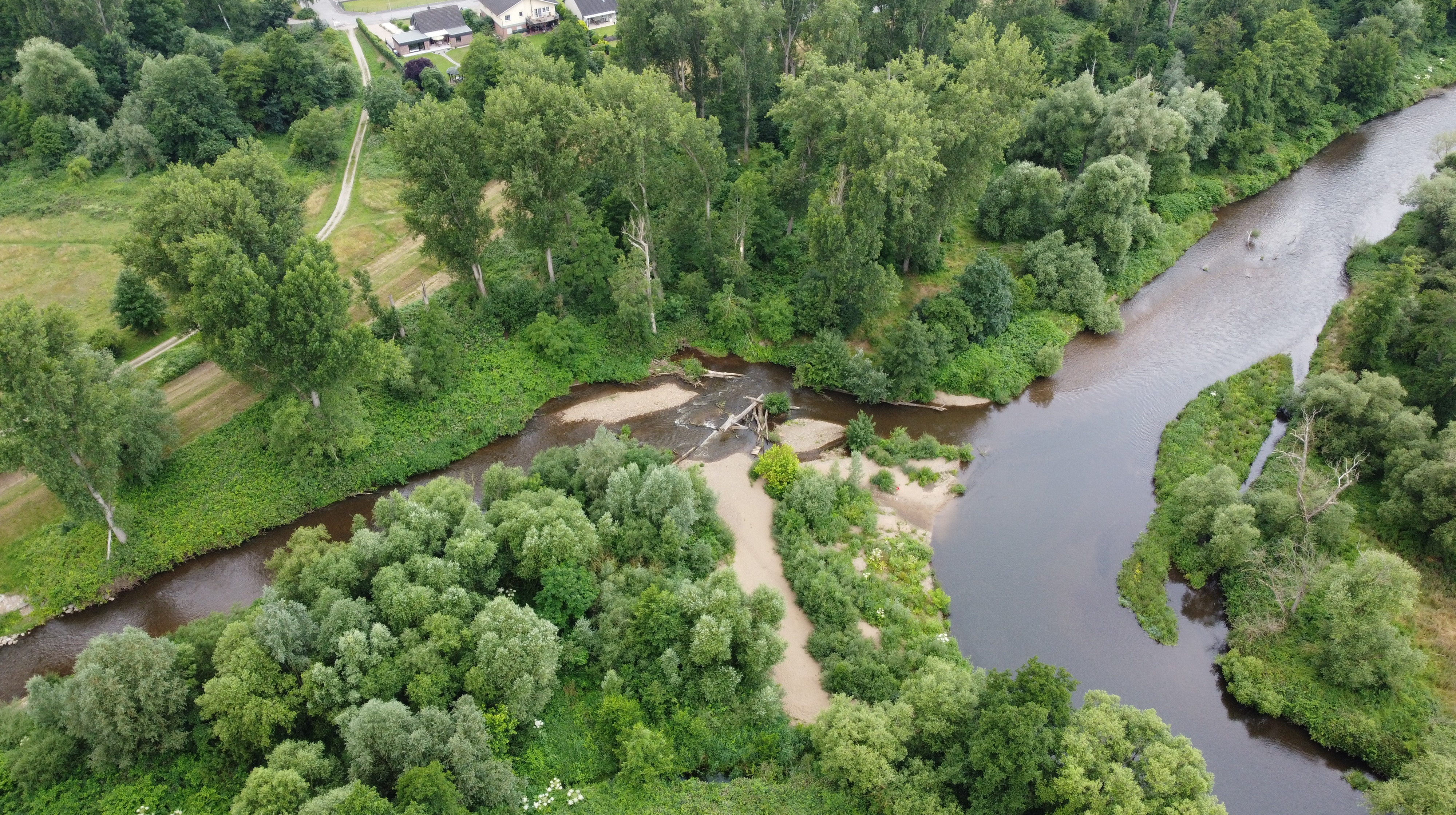
Mündung in die Rur (rechts) nach der Verlegung
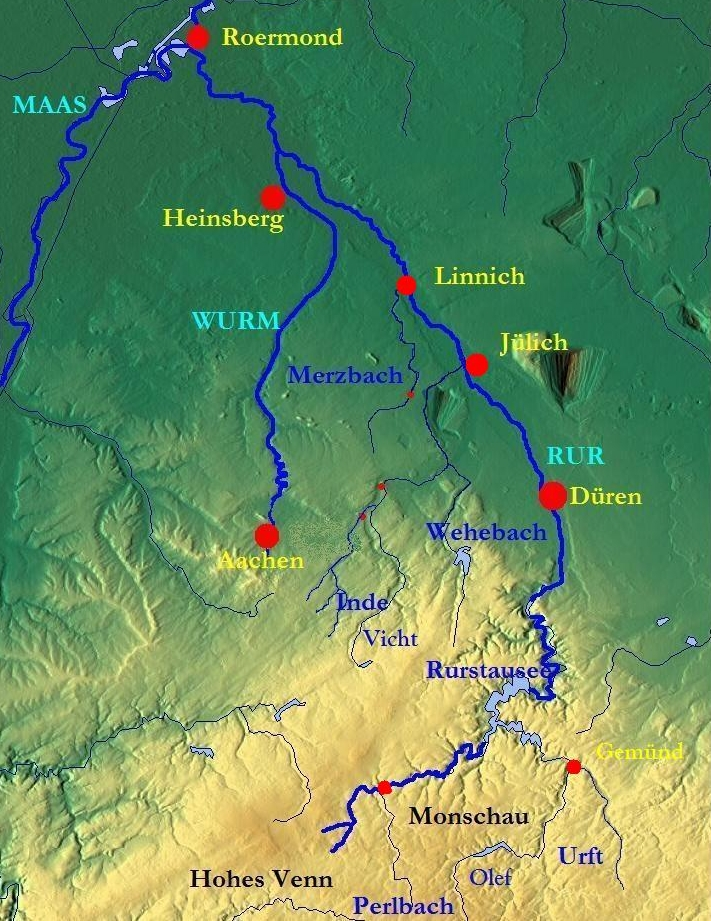
Die Rur u. a. mit dem Inde-Verlauf